# 漂白
漂白（英語：bleaching）一般指纺织领域染整工艺过程。漂白的目的是去除天然色素，赋于织物必要和稳定的白度。

## 漂白方法
漂白的主要方法有氧化法和还原法。
- 氧化法通过具有强氧化性的氧化剂，氧化有色分子，生成无色分子。此法对织物纤维有损伤，所以不适用于丝绸、羊毛等织物。

如：NaClO（次氯酸鈉）, H2O2（過氧化氫）, ClO2（二氧化氯）
- 还原法通过具有强还原性的还原剂，还原有色分子，生成无色分子。此法对织物纤维损伤小，但是生成物在氧化作用下可以恢复到有色状态，所以仅对丝绸、羊毛等部分织物。

如：SO2（二氧化硫）、NaHSO3、Na2S2O4

## 參看
- 漂白劑